# Площадь Тяньаньмэнь
Пло́щадь Тяньаньмэ́нь (также Тяньаньмы́нь; кит. трад. 天安門廣場, упр. 天安门广场, пиньинь Tiān'ānmén Guǎngchǎng, палл. Тяньаньмэнь гуанчан) — до XX века крупнейшая в мире площадь, расположена в центре Пекина — столицы Китайской Народной Республики. Названа в честь ворот Тяньаньмэнь (дословно «врата небесного спокойствия»), которые находятся к северу от площади и отделяют её от Запретного города.
На площади находятся Памятник народным героям и Мавзолей Мао Цзэдуна. К площади размером 440 тысяч м² (880×500 метров) примыкают здание китайского парламента — Дом народных собраний и Национальный музей Китая.

## События
Площадь Тяньаньмэнь традиционно считается символическим сердцем китайской нации. На площади Тяньаньмэнь 1 октября 1949 года Мао Цзэдун провозгласил Китайскую Народную Республику. На площади произошли стихийные выступления 4—5 апреля 1976 года по поводу кончины одного из лидеров КПК Чжоу Эньлая, разогнанные властями. За пределами Китая площадь приобрела известность в связи с подавлением массовых протестов в июне 1989 года. На площади также произошло несколько групповых самосожжений. Наибольшую известность получил инцидент 23 января 2001 года.
В январе 2011 года на площади был установлен 8-метровый памятник Конфуцию, однако в ночь на 22 апреля 2011 года по неизвестным причинам статуя была демонтирована.